# Château de Roches-sur-Rognon
Le château de Roches-sur-Rognon est un château du XVIIe siècle dans un parc à l'anglaise de 7 hectares de Roches-Bettaincourt dans la Haute-Marne. Un des inventeurs de la navigation à vapeur Claude François Jouffroy d'Abbans (1751-1832) y est né.

## Histoire
Le château est situé au 23 avenue Jouffroy d'Abbans, à 25 km de Chaumont, au cœur d'un parc à l'anglaise de 7 hectares aménagé avec étangs et rivière.